# Capo Alga
Il Capo Alga (già Munbeaver, già Sudbury) è stato un piroscafo da carico italiano (ed in precedenza statunitense), violatore di blocco durante la seconda guerra mondiale.

## Storia
Completato nel 1918 nei cantieri Delaware River Iron Shipbuilding & Engine Works di Chester (come scafo numero 340) per l'United States Shipping Board, che poi lo cedette alla Shawmut Steam Ship Company Inc. di Boston, il mercantile era un piroscafo da carico da 5075 (o 4380, successivamente ridotte a 4327) tonnellate di stazza lorda, e portava in origine il nome di Sudbury. Il piroscafo, che poteva raggiungere una velocità di undici nodi, venne impiegato, dal 1919 al 1923, sulla rotta che univa Amburgo e Plymouth a Rosario e New York. Nel 1927 la nave venne acquistata dalla Munson Line, un'altra compagnia statunitense, e fu ribattezzata Munbeaver. 
La Munson Line fallì nel 1937: nel 1938 il piroscafo venne acquistato dalla Società anonima Compagnia Generale di Navigazione a Vapore, con sede a Genova, che lo ribattezzò Capo Alga e lo iscrisse, con matricola 2213, al Compartimento marittimo di Genova.
All'ingresso dell'Italia nel secondo conflitto mondiale, il 10 giugno 1940, il Capo Alga, al comando del capitano Bozza, si trovava a Santa Cruz de Tenerife, nell'arcipelago delle Canarie, territorio spagnolo e neutrale, dove venne internato. Nei successivi mesi la nave stazionò inattiva in tale porto. 
Nel frattempo lo Stato Maggiore della Regia Marina aveva proposto ed ottenuto di mettere a punto un piano per far forzare il blocco alleato da parte dei mercantili rifugiati nelle nazioni neutrali più benevole nei confronti dell'Italia (Spagna, Brasile e Giappone) e farli giungere a Bordeaux, base atlantica italiana (Betasom) nella Francia occupata (o, in altri casi, a Saint Nazaire): le navi sarebbero passate sotto il controllo delle forze tedesche, mentre i carichi (ancora a bordo da quando, dopo la dichiarazione di guerra, si erano rifugiate nei porti neutrali) sarebbero stati trasferiti in Italia via terra. Dopo la trasmissione delle istruzioni da seguire per la partenza ed il viaggio, venne organizzata la partenza dei vari mercantili, iniziando dalla Spagna continentale, dalla quale, tra il febbraio ed il giugno 1941, si trasferirono a Bordeaux i mercantili Clizia, Capo Lena ed Eugenio C.. Venne quindi organizzato il trasferimento delle navi che si trovavano nelle Canarie, 17 in tutto. Dato che tuttavia, dopo un anno di inattività, molte unità non erano in condizioni adatte ad affrontare una difficile traversata atlantica in tempo di guerra (le carene erano ricoperte di denti di cane ed alcune navi non erano entrate in bacino di carenaggio da oltre due anni), venne disposto l'invio alle Canarie del capitano di corvetta Eugenio Normand, che ispezionò tutti i mercantili là internati e compilò un dettagliato rapporto in cui individuò in nove le navi che avrebbero potuto prendere il mare: tra di esse vi era il Capo Alga, che fu destinato ad essere la prima nave a partire, lo stesso giorno del piroscafo Burano, che sarebbe invece salpato da Santa Cruz de la Palma (le due navi sarebbero partite a distanza di alcune ore, prima il Capo Alga e poi il Burano). 
Il Capo Alga lasciò Santa Cruz de Tenerife, con a bordo il carico che aveva nelle stive sin dal giugno 1940, il 1º aprile 1941. Raggiunto il mare aperto, il piroscafo compì varie manovre ed evoluzioni per confondere le idee allo spionaggio inglese ed ai pescherecci che incrociavano poco fuori del porto, in modo che non fosse possibile comprendere quale rotta avrebbe seguito, poi assunse rotta verso ovest, allontanandosi coperto dal buio della notte. La nave seguì rotte lontane da quelle usuali, per evitare di incontrare navi nemiche, procedendo ad una velocità di circa 15 nodi. Seguendo le disposizioni impartite da Supermarina, il mercantile navigò per diversi giorni senza problemi od incontri, grazie all'assenza di luna, ma una notte la nave venne sorvolata da un quadrimotore nemico, proprio mentre dal fumaiolo, per un problema in sala macchine, aveva iniziato ad emettere un fumo particolarmente denso. Il velivolo, tuttavia, si allontanò senza accorgersi della presenza della nave italiana. L'indomani, all'alba, venne avvistata a proravia la colonna di fumo prodotta da una nave, che venne evitata accostando prontamente in fuori. Procedendo alla massima velocità, alcuni giorni più tardi il Capo Alga oltrepassò Cabo Fisterra e giunse nel golfo di Biscaglia, arrivando, al tramonto del 15 aprile, a 95 miglia dalla costa della Francia. La nave iniziò quindi a costeggiare il litorale, e nel pomeriggio del 16 aprile avvistò a proravia due dragamine tedeschi, che procedevano alla massima velocità verso il piroscafo italiano. Vennero effettuati i segnali di riconoscimento (e, come frequente, anche un saluto), dopo di che il Capo Alga si pose nella scia delle due unità tedesche, che lo scortarono a Saint-Nazaire (per altra fonte a Nantes), ove il piroscafo giunse nelle prime ore della notte del 17 aprile.
Sbarcato il carico, l'equipaggio del Capo Alga venne rimpatriato, mentre il piroscafo venne utilizzato dalla Kriegsmarine quale nave deposito.
In seguito alla proclamazione dell'armistizio dell'8 settembre 1943 il Capo Alga venne catturato a Nantes dalle forze tedesche. Il 18 agosto 1944 gli stessi tedeschi, in ritirata, autoaffondarono il piroscafo nell'estuario della Loira (secondo altre fonti a Nantes od a Saint-Nazaire), onde creare un'ostruzione alla navigazione. Il relitto venne in seguito recuperato dai francesi ed avviato alla demolizione.